# 호르스트 말러
호르스트 말러(독일어: Horst Mahler, 1936년 1월 23일 ~ 2025년 7월 27일)는 독일의 정치 활동가, 변호사이다. 1970년대엔 마르크스-레닌주의를 표방하던 독일 적군파의 핵심 멤버였지만, 출소 후 1990년대에 전향을 하여 신나치주의 성향의 독일 국가민주당에서 활동하고 있다.